# Gallegos (Castille-et-León)
Pour les articles homonymes, voir Gallegos.
Gallegos est une commune de la province de Ségovie dans la communauté autonome de Castille-et-León en Espagne.